# Фермаунт (Илиноис)
Фермаунт (енгл. Fairmount) град је у америчкој савезној држави Илиноис.

## Демографија
По попису из 2010. године број становника је 642, што је 2 (0,3%) становника више него 2000. године.
| Група             | 2000.       | 2010.       |
| Белци             | 632 (98,8%) | 632 (98,4%) |
| Афроамериканци    | 2 (0,3%)    | 1 (0,2%)    |
| Азијати           | 1 (0,2%)    | 1 (0,2%)    |
| Хиспаноамериканци | 4 (0,6%)    | 1 (0,2%)    |
| Укупно            | 640         | 642         |